# Hans Jacob (Politiker)

Hans Jacob

Hans Jacob (* 6. August 1884 in München; † 3. Juli 1949 ebenda) war ein deutscher Straßenbahnbeamter und nationalsozialistischer Politiker.

## Leben
Nach dem Besuch der Volksschule und der Realschule machte Jacob eine Lehre als Bildhauer und war gleichzeitig auf der Kunstgewerbeschule und der Fortbildungsschule. Von 1904 bis 1906 war er beim 20. Infanterie-Regiment „Prinz Franz“ in Lindau im Bodensee. Zu Beginn des Ersten Weltkriegs wurde Jacob als Infanterist am 6. August 1914 einberufen und geriet später in Syrien in Kriegsgefangenschaft. Am 21. März 1919 wurde er als Sergeant freigelassen.
Anschließend arbeitete Jacob bei der städtischen Eisenbahn in München, zuletzt 1920 in der Position eines Kassenassistenten. Im Juli 1920 begann er sich in der NSDAP (Mitgliedsnummer 1.622) zu engagieren, trat dort aber nicht besonders hervor. Er war dort in der Sektion Haidhausen aktiv und wurde am 29. Januar 1923 von Adolf Hitler zum zweiten Vorsitzenden der Partei ernannt, nachdem Oskar Körner dieses Mandat aufgrund von politischen Differenzen niederlegte.
Nach dem Verbot der NSDAP gründete er zusammen mit Alfred Rosenberg auf Weisung des zu dieser Zeit inhaftierten Hitlers Anfang Januar 1924 die Ersatzorganisation GVG. Am 24. Februar des Jahres unterzeichnete er mit Anton Drexler ein Abkommen, das ein Zusammengehen mit der DFVP für die nächsten sechs Monate vorsah. In dem später zustande gekommenen Zusammenschluss von DFVP und NSDAP unter dem Namen Nationalsozialistische Freiheitspartei (NF) war Jacob neben Gottfried Feder das einzige frühere NSDAP-Mitglied im stellvertretenden Fraktionsvorstand.
Im Mai 1924 wurde Jacob für den Wahlkreis 24 (Oberbayern-Schwaben) in den Reichstag gewählt, wo er die NF in der zweiten Wahlperiode bis Dezember vertrat.